# Polyura watubela
Polyura watubela är en fjärilsart som beskrevs av Rothschild 1903. Polyura watubela ingår i släktet Polyura och familjen praktfjärilar. Inga underarter finns listade i Catalogue of Life.